# Gold Glove Award

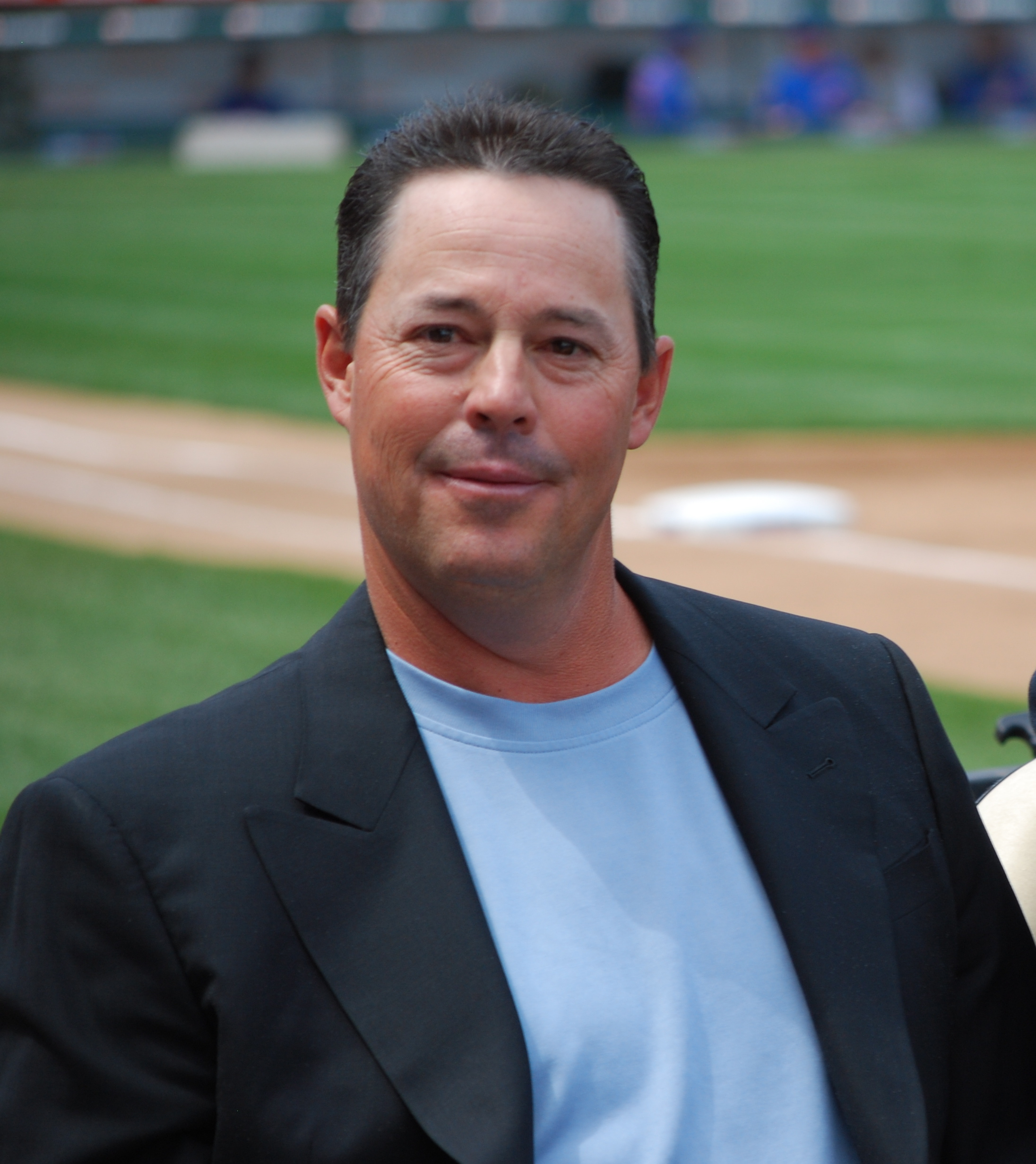
Greg Maddux vann 18 Gold Glove Awards, flest i MLB:s historia.

Rawlings Gold Glove Award (vanligen enbart kallad Gold Glove Award) är en utmärkelse i baseboll som varje år delas ut till den bästa defensiva spelaren på varje position på planen, samt till en ytterligare spelare som spelat på flera olika positioner, i Major League Baseballs (MLB) båda ligor National League (NL) och American League (AL). Det är alltså 20 pristagare som utses varje år. Pristagarna utses av klubbarnas tränare kompletterat med ett statistiskt begrepp kallat SABR Defensive Index (SDI), utarbetat av Society for American Baseball Research (SABR). Priset är i form av en förgylld basebollhandske och delas ut av Rawlings, som är en tillverkare av basebollhandskar.
För att kunna vinna priset måste en spelare uppfylla vissa kriterier avseende speltid. Från varje klubb är det sju tränare som får rösta, huvudtränaren och sex av de assisterande tränarna. De får inte rösta på spelare i den egna klubben och får bara rösta på spelare i den egna ligan (NL respektive AL). En spelares SDI visar hur många poäng som spelaren förhindrade motståndarna att göra under en säsong jämfört med en genomsnittlig spelare på positionen.
Flera andra basebolligor runt om i världen delar ut en egen motsvarighet till Gold Glove Award.

## Historia
Första gången Gold Glove Award delades ut var 1957. Under det första året delades bara ett pris ut per position för hela MLB, men från och med 1958 började man utse två pristagare per position, en från NL och en från AL.
När det gäller outfielders utsågs under de första fyra åren, 1957–1960, den bästa leftfieldern, centerfieldern och rightfieldern, men därefter utsågs under många år tre outfielders oberoende av position. Med början 2011 återgick man till den ursprungliga ordningen.
Sedan 2013 räknas cirka en fjärdedel av rösterna fram med hjälp av SDI.
Med början 2022 delar man ut en Gold Glove Award till en så kallad "utility player" i vardera ligan, alltså en spelare som inte haft tillräckligt mycket speltid på en enskild position men som använts flitigt på flera olika positioner.
Den spelare som vunnit flest Gold Glove Awards är Greg Maddux, som vann priset för pitchers i NL inte mindre än 18 gånger. Bland icke-pitchers är tredjebasmannen Brooks Robinson den spelare som fått priset flest gånger (16).
De spelare som vunnit flest Gold Glove Awards på varje position är:
- Pitcher: Greg Maddux (18)
- Catcher: Iván Rodríguez (13)
- Förstabasman: Keith Hernandez (11)
- Andrabasman: Roberto Alomar (10)
- Tredjebasman: Brooks Robinson (16)
- Shortstop: Ozzie Smith (13)
- Outfielder: Roberto Clemente och Willie Mays (12)
- Utility player: Ingen har vunnit priset mer än en gång

Det är bara tre spelare genom tiderna som vunnit priset på två olika positioner – Darin Erstad (outfielder och förstabasman), Plácido Polanco (andrabasman och tredjebasman) och D.J. LeMahieu (andrabasman och utility player).
Den klubb som haft flest pristagare samma säsong är St. Louis Cardinals, som 2021 hade fem stycken.

## Platinum Glove Award
Sedan 2011 har Rawlings även delat ut Platinum Glove Award som går till den enskilt bästa defensiva spelaren bland de spelare som får en Gold Glove Award. En vinnare utses i NL och en i AL. Vinnarna utses efter omröstning bland fansen, även här sedan 2013 kompletterat med SDI.
Flest Platinum Glove Awards har tredjebasmannen Nolan Arenado med sex stycken.